# Endless Forms Most Beautiful World Tour
Endless Forms Most Beautiful World Tour foi uma turnê da banda finlandesa de metal sinfônico Nightwish, realizada para promover o álbum Endless Forms Most Beautiful (2015). A turnê teve início em 9 de abril de 2015 em Nova York, Estados Unidos, algumas semanas após o lançamento de seu álbum associado, e foi encerrada em 9 de outubro de 2016 em Tóquio, Japão após 151 apresentações ao redor do mundo. Esta também foi a primeira turnê com o baterista Kai Hahto, que substituiu Jukka Nevalainen após o afastamento do músico em agosto de 2014.

## Desenvolvimento
Cerca de duas semanas após o lançamento de Endless Forms Most Beautiful, a banda definiu para 9 de abril de 2015 a primeira data da turnê promocional do referido disco, no Hammerstein Ballroom, situado na cidade americana de Nova York, concerto este que marcou também a estreia ao vivo de Floor Jansen e Troy Donockley como membros oficiais do grupo, bem como o primeiro show com o músico convidado Kai Hahto, que foi contratado para substituir o baterista afastado Jukka Nevalainen durante toda a turnê. Mais 26 concertos foram realizados entre abril e maio daquele ano por toda a América do Norte, com o suporte das bandas de metal Sabaton e Delain.
Em seguida a banda retornou à Europa para cumprir uma extensa agenda de festivais e concertos próprios, com destaque para as apresentações nas cidades finlandesas de Joensuu e Tampere, que contaram com uma massiva produção de pirotecnia e efeitos especiais, sendo que o show nessa última cidade foi gravado inteiramente para um álbum ao vivo intitulado Vehicle of Spirit, posteriormente lançado em dezembro de 2016. Durante essa etapa europeia, o Nightwish também realizou seu próprio cruzeiro, que partiu por duas noites de Turku, Finlândia com destino à Estocolmo, Suécia, sendo que nas viagens de retorno, que aconteciam à tarde, a banda realizou performances acústicas para o público presente.
Em setembro de 2015, o grupo se apresentou na América Latina depois de quase três anos, com destaque para a performance no festival Rock in Rio, realizado no Rio de Janeiro, Brasil, que contou com a participação especial do cantor Tony Kakko (Sonata Arctica) e foi transmitida em rede nacional pela TV Globo e Multishow. Após os concertos em território latino-americano, o grupo retornou à Europa para mais uma série de shows, desta vez em grandes arenas de 15 diferentes países. Na noite de 13 de novembro de 2015, enquanto era realizado o show em Espoo, Finlândia, houve os atentados terroristas em Paris, capital da França, que impactou a realização de grandes eventos públicos por toda a Europa, incluindo concertos musicais. No entanto, o Nightwish se pronunciou dizendo: "apesar dos chocantes eventos em Paris, em solidariedade à França, Europa, e o resto das pessoas boas e sãs do nosso mundo, não temos intenção de cancelar nenhum show. O desafio é vital diante de tal escuridão." Dessa maneira, as apresentações seguiram normalmente até 19 de dezembro, data do último concerto, na Wembley Arena de Londres, Inglaterra, que contou com a participação do biólogo evolucionário Richard Dawkins, narrando ao vivo suas falas na canção "The Greatest Show on Earth". O concerto, esgotado, também foi gravado para o álbum ao vivo Vehicle of Spirit, e colocou o Nightwish como a primeira banda finlandesa a se apresentar como headliner na prestigiosa arena britânica.

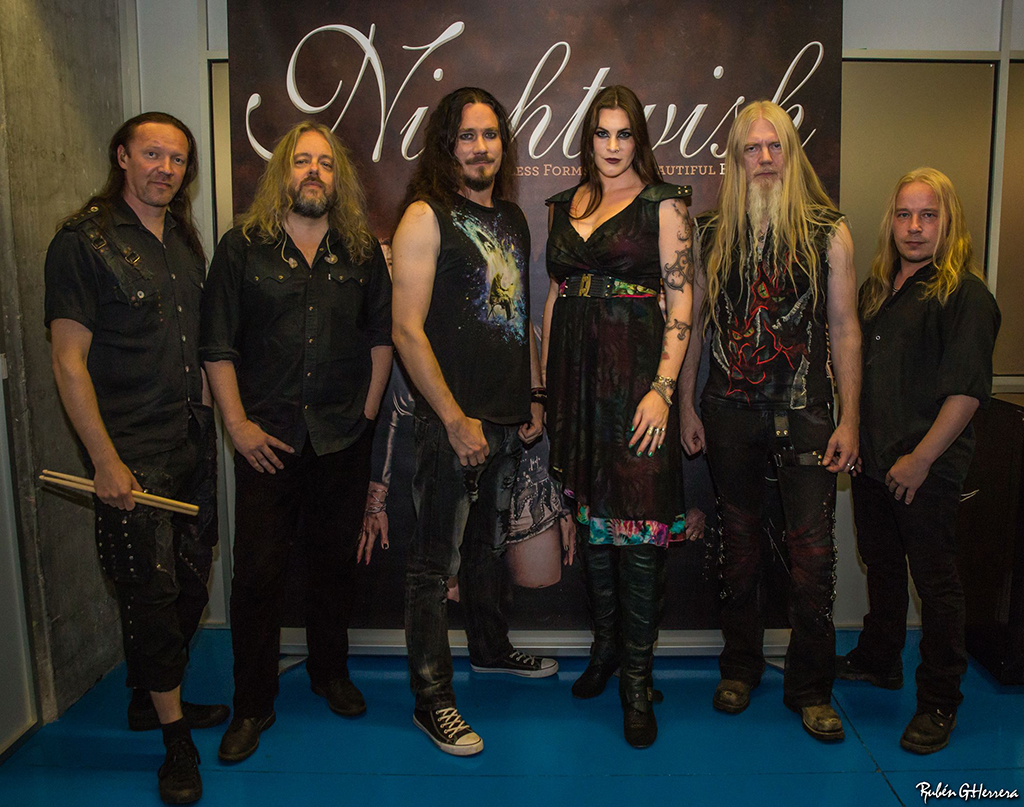
A banda durante divulgação da turnê em Madrid, Espanha em 10 de setembro de 2016

Um pouco depois, em janeiro de 2016, a banda tocou na Austrália e Singapura, antes de retornarem à América do Norte para mais uma longa série de shows a partir de fevereiro. A apresentação que estava marcada para Boise, Idaho em 8 de março teve que ser cancelada devido à uma gripe severa que atingiu os músicos e a equipe técnica. Após isso, a banda realizou alguns concertos em países da Ásia em abril, e na Europa entre maio e setembro nos tradicionais festivais de verão, além de alguns concertos próprios, como a apresentação de 20 de agosto de 2016 em Jämsä, Finlândia, que comemorou os 20 anos de carreira do Nightwish, e contou com a participação do ex-baixista Sami Vänskä na clássica "Stargazers" do álbum Oceanborn (1998), e o baterista Jukka Nevalainen (afastado desde 2014) na canção "Last Ride of the Day" do disco Imaginaerum (2011). Horas antes desse show, durante a tarde, também aconteceu a estreia do documentário To Nightwish with Love, realizado por fãs da banda em parceria com a emissora de televisão finlandesa Yle, que foi assistido pelos próprios membros do Nightwish, com suas reações sendo transmitidas ao vivo através da página da emissora no Facebook. A turnê foi então finalizada após exato um ano e meio, em 9 de outubro de 2016 no festival Loud Park em Tóquio, Japão.

## Recepção da crítica

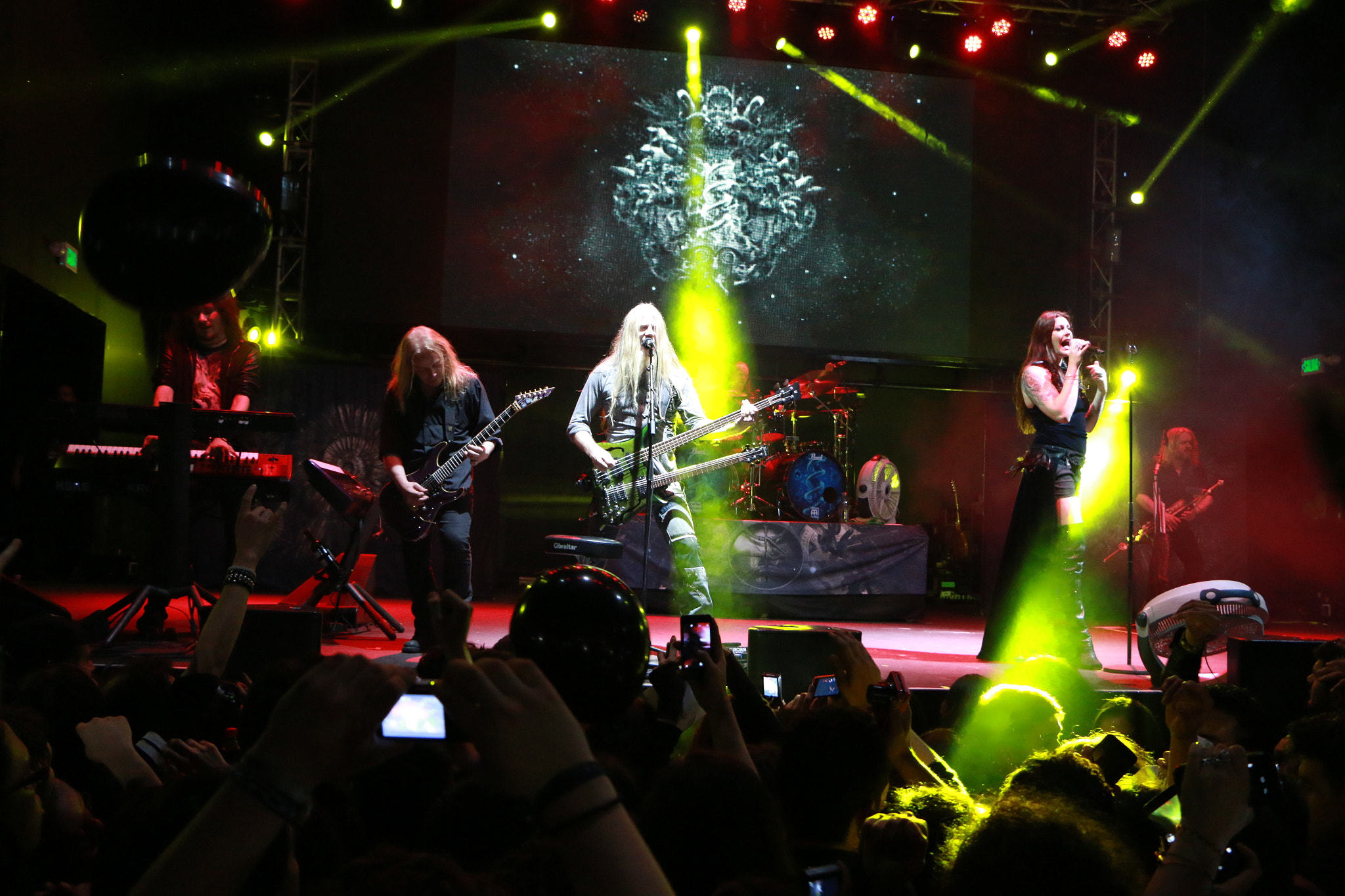
A banda se apresentando em Bogotá, Colômbia em 10 de outubro de 2015

Samantha Wu da V13 fez uma resenha positiva sobre a performance em Toronto, Canadá, elogiando a voz e presença de palco da cantora Floor Jansen, citando que ela é "emocionante de assistir". Ela também notou positivamente o fato da banda incluir no repertório canções antigas que não eram tocadas há muito tempo como "Stargazers", além do "momento tocante" em que Marco Hietala performou metade da faixa "The Islander" sozinho. Wu concluiu sua crítica afirmando que Floor "é a combinação perfeita para a banda" e que ela espera que a vocalista "permaneça por muito tempo", além de dizer que a apresentação deles naquela noite foi "simplesmente excelente".
Anabel Dflux, da RockRevolt Magazine, que assistiu à apresentação no Greek Theatre em Los Angeles, Estados Unidos, deu uma crítica positiva ao show, destacando os adereços e aspectos visuais com temáticas de natureza e aventura utilizados no palco, bem como no próprio álbum Endless Forms Most Beautiful. A crítica elogiou ainda o forte repertório, referindo-se às canções como "enérgicas" e "lindas baladas", além de citar os vocais de Jansen como inspiradores, uma vez que ela havia roubado a cena através de suas expressões teatrais. Dflux concluiu sua resenha afirmando que as faixas selecionadas para o bis foram a "cereja do bolo" para um concerto incrível.
O repórter do The Independent, Dan Shutt, que assistiu à apresentação esgotada na Wembley Arena em Londres, Inglaterra, destacou a energia e a emoção do show como um espetáculo, que recorreu à fórmula com pirotecnia e efeitos visuais na maioria das canções. No entanto, ele criticou a falta de "personalidade" que foi compensada pelos vocais de Jansen.

## Repertório
O repertório abaixo é constituído do primeiro show da turnê, realizado em 9 de abril de 2015 em Nova York, Estados Unidos, não sendo representativo de todos os concertos.
1. "The Greatest Show on Earth" (Capítulo V: Sea-Worn Driftwood) (intro; fita)
2. "Shudder Before the Beautiful"
3. "Yours Is an Empty Hope"
4. "Amaranth"
5. "She Is My Sin"
6. "Endless Forms Most Beautiful"
7. "My Walden"
8. "The Islander"
9. "Élan"
10. "Weak Fantasy"
11. "Storytime"
12. "Nemo"
13. "I Want My Tears Back"
14. "Stargazers"
15. "Sleeping Sun"
16. "The Greatest Show on Earth" (Capítulo II: Life; Capítulo III: The Toolmaker)
17. "Ghost Love Score" (bis)
18. "Last Ride of the Day" (bis)
19. "The Greatest Show on Earth" (Capitulo IV: The Understanding; Capítulo V: Sea-Worn Driftwood) (fita)

- A canção "Ever Dream" foi tocada pela primeira vez na turnê em 13 de abril de 2015 em Quebec, Canadá.
- A canção "Dark Chest of Wonders" foi tocada pela primeira vez na turnê em 16 de abril de 2015 em Buffalo, Estados Unidos.
- As canções "Bless the Child" e "Alpenglow" foram tocadas pela primeira vez na turnê em 22 de abril de 2015 em Salt Lake City, Estados Unidos.
- A canção "The Poet and the Pendulum" foi tocada pela primeira vez na turnê em 3 de maio de 2015 em El Paso, Estados Unidos.
- A canção "7 Days to the Wolves" foi tocada pela primeira vez na turnê em 13 de maio de 2015 em Charlotte, Estados Unidos.
- Membros dos atos de abertura Sabaton e Delain se juntaram ao palco do Nightwish e performaram com a banda a canção "The Greatest Show on Earth" em 14 de maio de 2015.
- As canções "Edema Ruh", "Romanticide" e "Wishmaster" foram tocadas pela primeira vez na turnê em 9 de junho de 2015 em Turku, Finlândia.
- O cantor Tony Kakko performou com a banda as canções "The Islander" e "Last Ride of the Day" em 25 de setembro de 2015.
- A canção "While Your Lips Are Still Red" foi tocada pela primeira vez na turnê em 25 de novembro de 2015 em Paris, França.
- O biólogo evolucionário Richard Dawkins narrou ao vivo suas falas na canção "The Greatest Show on Earth" em 19 de dezembro de 2015.
- A canção "The Siren" foi tocada pela primeira vez na turnê em 29 de fevereiro de 2016 em Minneapolis, Estados Unidos.
- A canção "Sahara" foi tocada pela primeira vez na turnê em 5 de março de 2016 em Calgary, Estados Unidos.
- O baixista Sami Vänskä performou com a banda a canção "Stargazers" em 20 de agosto de 2016.
- O até-então baterista afastado Jukka Nevalainen performou com a banda a canção "Last Ride of the Day" em 20 de agosto de 2016.

## Datas
Todas as datas estão de acordo com o website oficial da banda.
| Data                    | Cidade                   | País             | Local                                              | Ato de abertura                            |
| ----------------------- | ------------------------ | ---------------- | -------------------------------------------------- | ------------------------------------------ |
| América do Norte        |                          |                  |                                                    |                                            |
| 9 de abril de 2015      | Nova York                | Estados Unidos   | Hammerstein Ballroom                               | Sabaton Delain                             |
| 10 de abril de 2015     | Filadélfia               | Estados Unidos   | Electric Factory                                   | Sabaton Delain                             |
| 11 de abril de 2015     | Worcester                | Estados Unidos   | The Palladium                                      | Sabaton Delain                             |
| 13 de abril de 2015     | Quebec                   | Canadá           | Capitole de Québec                                 | Sabaton Delain                             |
| 14 de abril de 2015     | Toronto                  | Canadá           | Phoenix Concert Theatre                            | Sabaton Delain                             |
| 16 de abril de 2015     | Buffalo                  | Estados Unidos   | Town Ballroom                                      | Sabaton Delain                             |
| 17 de abril de 2015     | Cleveland                | Estados Unidos   | Agora Theatre                                      | Sabaton Delain                             |
| 18 de abril de 2015     | Chicago                  | Estados Unidos   | Concorde Music Hall                                | Sabaton Delain                             |
| 19 de abril de 2015     | Clive                    | Estados Unidos   | 7 Flags Center                                     | Sabaton Delain                             |
| 21 de abril de 2015     | Denver                   | Estados Unidos   | Ogden Theatre                                      | Sabaton Delain                             |
| 22 de abril de 2015     | Salt Lake City           | Estados Unidos   | In the Venue                                       | Sabaton Delain                             |
| 24 de abril de 2015     | Spokane                  | Estados Unidos   | Knitting Factory Club                              | Sabaton Delain                             |
| 25 de abril de 2015     | Vancouver                | Canadá           | Orpheum                                            | Sabaton Delain                             |
| 26 de abril de 2015     | Portland                 | Estados Unidos   | Crystal Ballroom                                   | Sabaton Delain                             |
| 28 de abril de 2015     | São Francisco            | Estados Unidos   | Warfield Theatre                                   | Sabaton Delain                             |
| 30 de abril de 2015     | Las Vegas                | Estados Unidos   | House of Blues                                     | Sabaton Delain                             |
| 1 de maio de 2015       | Los Angeles              | Estados Unidos   | Greek Theatre                                      | Sabaton Delain                             |
| 2 de maio de 2015       | Phoenix                  | Estados Unidos   | Marquee Theatre                                    | Sabaton Delain                             |
| 3 de maio de 2015       | El Paso                  | Estados Unidos   | Tricky Falls                                       | Sabaton Delain                             |
| 5 de maio de 2015       | Dallas                   | Estados Unidos   | The Bomb Factory                                   | Sabaton Delain                             |
| 6 de maio de 2015       | Houston                  | Estados Unidos   | Warehouse Live                                     | Sabaton Delain                             |
| 8 de maio de 2015       | Orlando                  | Estados Unidos   | House of Blues                                     | Sabaton Delain                             |
| 9 de maio de 2015       | Fort Lauderdale          | Estados Unidos   | Revolution Club                                    | Sabaton Delain                             |
| 11 de maio de 2015      | Nashville                | Estados Unidos   | Marathon Music Works                               | Sabaton Delain                             |
| 12 de maio de 2015      | Louisville               | Estados Unidos   | Expo Five                                          | Sabaton Delain                             |
| 13 de maio de 2015      | Charlotte                | Estados Unidos   | The Fillmore                                       | Sabaton Delain                             |
| 14 de maio de 2015      | Silver Spring            | Estados Unidos   | The Fillmore                                       | Sabaton Delain                             |
| Europa                  |                          |                  |                                                    |                                            |
| 6 de junho de 2015      | Joensuu                  | Finlândia        | Laulurinne                                         | Children of Bodom Sonata Arctica Insomnium |
| 8 de junho de 2015      | Turku                    | Finlândia        | Baltic Princess Cruise                             | —                                          |
| 9 de junho de 2015      | Turku                    | Finlândia        | Baltic Princess Cruise                             | —                                          |
| 10 de junho de 2015     | Turku                    | Finlândia        | Baltic Princess Cruise                             | —                                          |
| 13 de junho de 2015     | Nickelsdorf              | Áustria          | Pannonia Fields II                                 | —                                          |
| 14 de junho de 2015     | Banská Bystrica          | Eslováquia       | Amphitheatre                                       | —                                          |
| 19 de junho de 2015     | Hinwil                   | Suíça            | Autobahnkreisel                                    | —                                          |
| 21 de junho de 2015     | Clisson                  | França           | Val de Moine                                       | —                                          |
| 12 de julho de 2015     | Vizovice                 | República Tcheca | Areál Likérky Rudolf Jelínek                       | —                                          |
| 15 de julho de 2015     | Budapeste                | Hungria          | PeCsa Music Garden                                 | —                                          |
| 23 de julho de 2015     | Santa Coloma de Gramenet | Espanha          | Parc de Can Zam                                    | —                                          |
| 25 de julho de 2015     | Oulu                     | Finlândia        | Kuusisaari                                         | —                                          |
| 31 de julho de 2015     | Tampere                  | Finlândia        | Ratinan Stadion                                    | Children of Bodom Sonata Arctica           |
| 8 de agosto de 2015     | Kortrijk                 | Bélgica          | Sport Campus Lange Munte                           | —                                          |
| 9 de agosto de 2015     | Hildesheim               | Alemanha         | Flugplatz Hildesheim-Drispenstedt                  | —                                          |
| 15 de agosto de 2015    | Dinkelsbühl              | Alemanha         | Flugplatz des Aeroclubs Dinkelsbühl                | —                                          |
| 29 de agosto de 2015    | Trondheim                | Noruega          | Sverresborg Arena                                  | The Sirens                                 |
| América Latina          |                          |                  |                                                    |                                            |
| 23 de setembro de 2015  | Fortaleza                | Brasil           | Dragão do Mar                                      | Jack the Joker                             |
| 25 de setembro de 2015  | Rio de Janeiro           | Brasil           | Cidade do Rock                                     | —                                          |
| 26 de setembro de 2015  | São Paulo                | Brasil           | HSBC Brasil                                        | Tierramystica                              |
| 27 de setembro de 2015  | Curitiba                 | Brasil           | Master Hall                                        | —                                          |
| 29 de setembro de 2015  | Porto Alegre             | Brasil           | Opinião                                            | —                                          |
| 2 de outubro de 2015    | Buenos Aires             | Argentina        | Luna Park                                          | Boudika Escapist                           |
| 4 de outubro de 2015    | Santiago                 | Chile            | Teatro Caupolicán                                  | Polimetro                                  |
| 6 de outubro de 2015    | Lima                     | Peru             | Estadio San Marcos                                 | Delain                                     |
| 8 de outubro de 2015    | Quito                    | Equador          | El Teleférico                                      | Delain                                     |
| 10 de outubro de 2015   | Bogotá                   | Colômbia         | Royal Center                                       | Delain                                     |
| 13 de outubro de 2015   | Monterrey                | México           | Escena                                             | Delain                                     |
| 14 de outubro de 2015   | Cidade do México         | México           | Teatro Metropólitan                                | Delain                                     |
| 15 de outubro de 2015   | Cidade do México         | México           | Teatro Metropólitan                                | Delain                                     |
| 17 de outubro de 2015   | Guadalajara              | México           | Teatro Diana                                       | Delain                                     |
| Europa 2                |                          |                  |                                                    |                                            |
| 13 de novembro de 2015  | Espoo                    | Finlândia        | Metro Areena                                       | Beast in Black                             |
| 15 de novembro de 2015  | Estocolmo                | Suécia           | Arenan/Fryshuset                                   | Arch Enemy Amorphis                        |
| 16 de novembro de 2015  | Copenhague               | Dinamarca        | Falkonersalen                                      | Arch Enemy Amorphis                        |
| 18 de novembro de 2015  | Hamburgo                 | Alemanha         | Barclaycard Arena                                  | Arch Enemy Amorphis                        |
| 19 de novembro de 2015  | Amsterdã                 | Países Baixos    | Heineken Music Hall                                | Arch Enemy Amorphis                        |
| 20 de novembro de 2015  | Amsterdã                 | Países Baixos    | Heineken Music Hall                                | Arch Enemy Amorphis                        |
| 21 de novembro de 2015  | Oberhausen               | Alemanha         | König-Pilsener-Arena                               | Arch Enemy Amorphis                        |
| 23 de novembro de 2015  | Lyon                     | França           | Halle Tony Garnier                                 | Arch Enemy Amorphis                        |
| 25 de novembro de 2015  | Paris                    | França           | AccorHotels Arena                                  | Arch Enemy Amorphis                        |
| 26 de novembro de 2015  | Toulouse                 | França           | Le Zénith                                          | Arch Enemy Amorphis                        |
| 28 de novembro de 2015  | Basileia                 | Suíça            | St. Jakobshalle                                    | Arch Enemy Amorphis                        |
| 29 de novembro de 2015  | Bolonha                  | Itália           | Unipol Arena                                       | Arch Enemy Amorphis                        |
| 1 de dezembro de 2015   | Munique                  | Alemanha         | Zénith                                             | Arch Enemy Amorphis                        |
| 3 de dezembro de 2015   | Estugarda                | Alemanha         | Hanns-Martin-Schleyer-Halle                        | Arch Enemy Amorphis                        |
| 4 de dezembro de 2015   | Frankfurt                | Alemanha         | Jahrhunderthalle                                   | Arch Enemy Amorphis                        |
| 5 de dezembro de 2015   | Nurembergue              | Alemanha         | Arena Nürnberger Versicherung                      | Arch Enemy Amorphis                        |
| 7 de dezembro de 2015   | Praga                    | República Tcheca | Tipsport Arena                                     | Arch Enemy Amorphis                        |
| 8 de dezembro de 2015   | Viena                    | Áustria          | Wiener Stadthalle                                  | Arch Enemy Amorphis                        |
| 10 de dezembro de 2015  | Bucareste                | Romênia          | Romexpo                                            | Arch Enemy Amorphis                        |
| 12 de dezembro de 2015  | Budapeste                | Hungria          | Papp László Sportaréna                             | Arch Enemy Amorphis                        |
| 14 de dezembro de 2015  | Leipzig                  | Alemanha         | Arena Leipzig                                      | Arch Enemy Amorphis                        |
| 15 de dezembro de 2015  | Berlim                   | Alemanha         | Max-Schmeling-Halle                                | Arch Enemy Amorphis                        |
| 16 de dezembro de 2015  | Esch-sur-Alzette         | Luxemburgo       | Rockhal                                            | Arch Enemy Amorphis                        |
| 17 de dezembro de 2015  | Antuérpia                | Bélgica          | Lotto Arena                                        | Arch Enemy Amorphis                        |
| 19 de dezembro de 2015  | Londres                  | Inglaterra       | Wembley Arena                                      | Arch Enemy Amorphis                        |
| Oceania                 |                          |                  |                                                    | Arch Enemy Amorphis                        |
| 6 de janeiro de 2016    | Brisbane                 | Austrália        | The Tivoli                                         | Voyager Taberah                            |
| 9 de janeiro de 2016    | Sydney                   | Austrália        | Enmore Theatre                                     | Voyager Taberah                            |
| 11 de janeiro de 2016   | Melbourne                | Austrália        | Forum Theatre                                      | Voyager Taberah                            |
| 13 de janeiro de 2016   | Adelaide                 | Austrália        | HQ Complex                                         | Voyager Taberah                            |
| 15 de janeiro de 2016   | Fremantle                | Austrália        | Metropolis                                         | Voyager Taberah                            |
| Ásia                    |                          |                  |                                                    |                                            |
| 18 de janeiro de 2016   | Sentosa                  | Singapura        | Hard Rock Hotel                                    | —                                          |
| América do Norte 2      |                          |                  |                                                    |                                            |
| 19 de fevereiro de 2016 | Sayreville               | Estados Unidos   | Starland Ballroom                                  | Sonata Arctica Delain                      |
| 20 de fevereiro de 2016 | Hartford                 | Estados Unidos   | Webster Theater                                    | Sonata Arctica Delain                      |
| 21 de fevereiro de 2016 | Montreal                 | Canadá           | Métropolis                                         | Sonata Arctica Delain                      |
| 22 de fevereiro de 2016 | London                   | Canadá           | London Music Hall                                  | Sonata Arctica Delain                      |
| 24 de fevereiro de 2016 | Pittsburgh               | Estados Unidos   | Carnegie Music Hall of Homestead                   | Sonata Arctica Delain                      |
| 25 de fevereiro de 2016 | Columbus                 | Estados Unidos   | Express Live!                                      | Sonata Arctica Delain                      |
| 26 de fevereiro de 2016 | Royal Oak                | Estados Unidos   | Royal Oak Music Theatre                            | Sonata Arctica Delain                      |
| 27 de fevereiro de 2016 | Milwaukee                | Estados Unidos   | The Rave/Eagles Club                               | Sonata Arctica Delain                      |
| 29 de fevereiro de 2016 | Minneapolis              | Estados Unidos   | First Avenue                                       | Sonata Arctica Delain                      |
| 1 de março de 2016      | Winnipeg                 | Canadá           | Burton Cummings Theatre                            | Sonata Arctica Delain                      |
| 2 de março de 2016      | Saskatoon                | Canadá           | O'Brians Event Centre                              | Sonata Arctica Delain                      |
| 3 de março de 2016      | Edmonton                 | Canadá           | Winspear Centre                                    | Sonata Arctica Delain                      |
| 5 de março de 2016      | Calgary                  | Canadá           | MacEwan Hall                                       | Sonata Arctica Delain                      |
| 6 de março de 2016      | Missoula                 | Estados Unidos   | Wilma Theatre                                      | Sonata Arctica Delain                      |
| 7 de março de 2016      | Seattle                  | Estados Unidos   | The Showbox SoDo                                   | Sonata Arctica Delain                      |
| 8 de março de 2016      | Boise                    | Estados Unidos   | Knitting Factory                                   | Sonata Arctica Delain                      |
| 10 de março de 2016     | Reno                     | Estados Unidos   | Cargo                                              | Sonata Arctica Delain                      |
| 11 de março de 2016     | San José                 | Estados Unidos   | City National Civic                                | Sonata Arctica Delain                      |
| 12 de março de 2016     | Anaheim                  | Estados Unidos   | City National Grove of Anaheim                     | Sonata Arctica Delain                      |
| 14 de março de 2016     | Tucson                   | Estados Unidos   | Rialto Theatre                                     | Sonata Arctica Delain                      |
| 15 de março de 2016     | Colorado Springs         | Estados Unidos   | City Auditorium                                    | Sonata Arctica Delain                      |
| 16 de março de 2016     | Kansas City              | Estados Unidos   | Uptown Theater                                     | Sonata Arctica Delain                      |
| 18 de março de 2016     | Oklahoma City            | Estados Unidos   | Diamond Ballroom                                   | Sonata Arctica Delain                      |
| 19 de março de 2016     | San Antonio              | Estados Unidos   | The Aztec Theatre                                  | Sonata Arctica Delain                      |
| 20 de março de 2016     | Nova Orleães             | Estados Unidos   | Civic Theatre                                      | Sonata Arctica Delain                      |
| 21 de março de 2016     | Birmingham               | Estados Unidos   | Iron City                                          | Sonata Arctica Delain                      |
| 23 de março de 2016     | Tampa                    | Estados Unidos   | The Ritz Ybor                                      | Sonata Arctica Delain                      |
| Ásia 2                  |                          |                  |                                                    |                                            |
| 12 de abril de 2016     | Pequim                   | China            | Hui Yuan M Zone Center                             | —                                          |
| 14 de abril de 2016     | Xangai                   | China            | QSW Culture Centre                                 | —                                          |
| 16 de abril de 2016     | Taipei                   | Taiwan           | University Auditorium                              | —                                          |
| 17 de abril de 2016     | Kowloon                  | Hong Kong        | Kowloonbay International Trade & Exhibition Centre | —                                          |
| 19 de abril de 2016     | Tóquio                   | Japão            | Ex Theater Roppongi                                | —                                          |
| 21 de abril de 2016     | Osaka                    | Japão            | Big Cat                                            | —                                          |
| 22 de abril de 2016     | Tóquio                   | Japão            | Studio Coast                                       | —                                          |
| Europa 3                |                          |                  |                                                    |                                            |
| 15 de maio de 2016      | Ecaterimburgo            | Rússia           | DIVS Arena                                         | —                                          |
| 18 de maio de 2016      | Voronej                  | Rússia           | Grad Event Hall                                    | —                                          |
| 20 de maio de 2016      | Moscou                   | Rússia           | Crocus City Hall                                   | —                                          |
| 22 de maio de 2016      | Kiev                     | Ucrânia          | Palats Ukraina                                     | —                                          |
| 24 de maio de 2016      | São Petersburgo          | Rússia           | SK Yubileyny                                       | —                                          |
| 27 de maio de 2016      | Munique                  | Alemanha         | Olympiastadion                                     | —                                          |
| 28 de maio de 2016      | Dortmund                 | Alemanha         | Westfalenhallen                                    | —                                          |
| 1 de junho de 2016      | Košice                   | Eslováquia       | Štadión Lokomotívy v Čermeli                       | Almanac Symfobia Sorronia Tristana         |
| 3 de junho de 2016      | Plzeň                    | República Tcheca | Amfiteátr Lochotín                                 | —                                          |
| 5 de junho de 2016      | Viena                    | Áustria          | Donauinsel                                         | —                                          |
| 8 de junho de 2016      | Roma                     | Itália           | Ippodromo delle Capannelle                         | —                                          |
| 10 de junho de 2016     | Matten bei Interlaken    | Suíça            | Flugplatz Interlaken                               | —                                          |
| 12 de junho de 2016     | Leicestershire           | Inglaterra       | Donington Park                                     | —                                          |
| 18 de junho de 2016     | Dessel                   | Bélgica          | Boeretang                                          | —                                          |
| 30 de junho de 2016     | Seinäjoki                | Finlândia        | Törnävänsaari                                      | —                                          |
| 2 de julho de 2016      | Norrköping               | Suécia           | Bråvalla Flygfottilj                               | —                                          |
| América do Norte 3      |                          |                  |                                                    |                                            |
| 6 de agosto de 2016     | Montreal                 | Canadá           | Parc Jean-Drapeau                                  | —                                          |
| Europa 4                |                          |                  |                                                    |                                            |
| 20 de agosto de 2016    | Jämsä                    | Finlândia        | Himos Areena                                       | Arch Enemy Sonata Arctica Delain Silentium |
| 26 de agosto de 2016    | Straszęcin               | Polônia          | Stadion                                            | —                                          |
| 3 de setembro de 2016   | Havířov                  | República Tcheca | Areál městské sportovní haly                       | —                                          |
| 8 de setembro de 2016   | Lisboa                   | Portugal         | Coliseu dos Recreios                               | Kandia                                     |
| 10 de setembro de 2016  | Madrid                   | Espanha          | Barclaycard Center                                 | Alquimia                                   |
| 12 de setembro de 2016  | Mântua                   | Itália           | PalaBam                                            | Temperance                                 |
| 14 de setembro de 2016  | Sófia                    | Bulgária         | Arena Armeec                                       | —                                          |
| Ásia 3                  |                          |                  |                                                    |                                            |
| 2 de outubro de 2016    | Seul                     | Coreia do Sul    | Blue Square Samsung Card Hall                      | —                                          |
| 5 de outubro de 2016    | Shenzhen                 | China            | A8 Live                                            | —                                          |
| 7 de outubro de 2016    | Xangai                   | China            | QSW Culture Centre                                 | —                                          |
| 9 de outubro de 2016    | Tóquio                   | Japão            | Saitama Super Arena                                | —                                          |

## Créditos
Banda
- Tuomas Holopainen – teclado
- Emppu Vuorinen – guitarra
- Jukka Nevalainen – bateria (em 20 de agosto de 2016)
- Marco Hietala – baixo, vocais
- Troy Donockley – gaita irlandesa, tin whistle, bouzouki, guitarra, vocal de apoio
- Floor Jansen – vocais

Músicos convidados
- Kai Hahto – bateria
- Tony Kakko – vocais (em 25 de setembro de 2015)
- Richard Dawkins – narração (em 19 de dezembro de 2015)
- Sami Vänskä – baixo (em 20 de agosto de 2016)